# Winner Take All (1924)
Winner Take All is een Amerikaanse dramafilm uit 1924 onder regie van W.S. Van Dyke. Destijds werd de film in Nederland uitgebracht onder de titel De vuistvechter. De film is wellicht zoekgeraakt.

## Verhaal
Als de impresario Charles Dunham Perry Blair aan de werk ziet in een boksgevecht, neemt hij hem mee naar New York. Daar maakt hij kennis met de knappe Cecil Manners. Wanneer Blair ontdekt dat zijn volgende wedstrijd gemanipuleerd is, weigert hij in de ring te stappen. Omdat Dunham het gerucht gaat verspreiden dat hij laf is, besluit Blair naar huis terug te keren. Door een misverstand wil Cecil niet met hem meegaan. Dunham vindt een nieuwe uitdager en een vriend van Blair regelt een bokswedstrijd. Hij wint in de ring en Cecil keert terug naar hem.

## Rolverdeling
| Acteur         | Personage         |
| -------------- | ----------------- |
| Buck Jones     | Perry Blair       |
| Peggy Shaw     | Cecil Manners     |
| Edward Hearn   | Jack Hamilton     |
| Lilyan Tashman | Felicity Brown    |
| William Bailey | Jim Devereaux     |
| Ben Deeley     | Charles Dunham    |
| Tom O'Brien    | Dynamite Galloway |